# Clothildis van Herstal
Clothildis van Herstal, Chrodechild, ook wel naar haar grootmoeder Doda genoemd, (ca. 650, Herstal - na mei 692) was een Merovingische koningin van ongeveer 677 tot 692.
Haar ouders waren de hofmeier Ansegisus en de later heilig verklaarde Begga. Omstreeks 677 trouwde ze met de koning van Neustrië Theuderik III. Na diens dood in 690/691 oefende ze voor haar onmondige zoon Clovis IV nog minstens een jaar het regentschap uit. In een geïnterpoleerde oorkonde van mei 692 wordt zij voor de laatste maal als zodanig genoemd. Daarnaast heeft ze haar gade nog een jongere zoon Childebert III geschonken. Mogelijk vond ze naast haar man in de Abdij van Sint-Vaast in Arras haar laatste rustplaats.
Telt men de usurpator Chlotharius IV mee, dan zijn van de volgende zes laatste Merovingische koningen geen echtgenotes bekend. Chrodechild is daarmee de laatste bij naam gekende Merovingische koningin en ze schijnt als regentes voor haar minderjarige zoon Clovis nog over een zekere invloed te hebben beschikt.